# ناماگاشی
ناماگاشی (به ژاپنی: 生菓子 Namagashi) یک نوع واگاشی (شیرینی ژاپنی) و یک اصطلاح عمومی برای تنقلات استفاده شده در مراسم چای ژاپنی است. ناماگاشی ممکن است حاوی ژله‌های میوه ای و ژلاتین‌های دیگر مانند آگار یا خمیر لوبیا شیرین باشد. ناماگاشی به زیبایی با استفاده از نقاشی‌های فصلی و طبیعی مانند برگ و گل برای منعکس کردن اجزای مختلف طبیعت در چهار فصل ژاپن با جزئیات طراحی شده‌است. ناماگاشی معمولاً تازه مصرف می‌شود و حاوی ۳۰٪ رطوبت بیشتر از انواع دیگر شیرینی‌های ژاپنی است.